# Zoarchias veneficus
Zoarchias veneficus és una espècie de peix de la família dels estiquèids i de l'ordre dels perciformes.

## Descripció
- Fa 7 cm de llargària màxima.
- 22-33 espines i 71-87 radis tous a l'aleta dorsal.
- 80-91 radis tous a l'aleta anal.
- 104-114 vèrtebres.[7][8]

## Hàbitat i distribució geogràfica
És un peix marí, demersal, oceanòdrom i de clima temperat, el qual viu entre algues i roques al llarg de les costes del Japó
 i de la península de Corea.

## Observacions
És inofensiu per als humans.